# She Works Hard for the Money (песня)
«She Works Hard for the Money» (с англ. — «Она зарабатывает деньги нелёгким трудом») — песня американской певицы Донны Саммер, записанная для одноимённого студийного альбома. Была выпущена в качестве лид-сингла с альбома в мае 1983 года на лейбле Mercury Records.
Песня стала мировым хитом, а также одной из визитных карточек певицы. Композиция смогла прорваться на лидирующие позиции чартов Billboard, а также вошла в топ-15 лучших песен года. Номинация на премию «Грэмми» за лучшее женское вокальное поп-исполнение (где конкурировала с Линдой Ронстадт, Бонни Тайлер и Шиной Истон и уступила Айрин Кара). Вживую песня исполнялась на премии «Грэмми» 1984 года, позднее выступление попало в сборник Grammy’s Greatest Moments Volume I (Величайшие моменты премии «Грэмми»).
Музыкальное видео на песню, снятое режиссёром Брайаном Грантом, стало первым видео темнокожей артистки, попавшим в ротацию телеканала MTV.

## Позиции в хит-парадах

### Еженедельные чарты
| Хит-парад (1983)                      | Высшая позиция |
| ------------------------------------- | -------------- |
| Австралия (Kent Music Report)         | 4              |
| Бельгия/Фландрия (Ultratop 50)        | 19             |
| Великобритания (OCC UK Singles)       | 25             |
| Германия (GfK)                        | 11             |
| Ирландия (IRMA)                       | 26             |
| Испания (Los 40 Principales)          | 8              |
| Италия (Musica e dischi)              | 21             |
| Канада (RPM Top Singles)              | 4              |
| Нидерланды (Dutch Top 40)             | 17             |
| Нидерланды (Single Top 100)           | 18             |
| Новая Зеландия (Recorded Music NZ)    | 23             |
| Норвегия (VG-lista)                   | 9              |
| США (Billboard Dance Club Songs)      | 3              |
| США (Billboard Hot 100)               | 3              |
| США (Billboard Hot R&B/Hip-Hop Songs) | 1              |
| США (Cash Box Top 100)                | 3              |
| Финляндия (Suomen virallinen lista)   | 4              |
| Франция (IFOP)                        | 4              |
| Швейцария (Schweizer Hitparade)       | 10             |
| Швеция (Sverigetopplistan)            | 5              |
| ЮАР (Springbok)                       | 11             |
| Хит-парад (2012)                      | Высшая позиция |
| Франция (SNEP)                        | 129            |

### Годовые чарты
| Хит-парад (1983)              | Позиция |
| ----------------------------- | ------- |
| Австралия (Kent Music Report) | 50      |
| Канада (RPM Top Singles)      | 29      |
| США (Top 100 Songs of 1983)   | 11      |
| США (Billboard Hot 100)       | 15      |
| США (Cash Box Top 100)        | 22      |

## Сертификации и продажи
| Регион                                                      | Сертификация | Продажи |
| ----------------------------------------------------------- | ------------ | ------- |
| Канада (Music Canada)                                       | Золотой      | 50 000^ |
| ^ Данные о тиражах приведены только на основе сертификации. |              |         |